# David E. Lewis
Pour les articles homonymes, voir David Lewis et Lewis.
David E. Lewis, alias Dave Lewis, né le 28 avril 1915 à Berkeley (Californie) et mort le 28 février 1981 à San Diego, est un scénariste américain, connu notamment pour avoir écrit le scénario de Klute, qui lui vaudra une nomination aux Oscars, partagée avec son frère Andy.

## Filmographie

### Cinéma
- 1971 : Klute d'Alan J. Pakula

### Télévision
- 1959 : The DuPont Show with June Allyson (1 épisode)
- 1961-1962 : Outlaws (3 épisodes)
- 1962-1963 : La route des rodéos (2 épisodes)
- 1963 : Kraft Suspense Theatre (1 épisode)
- 1964 : Destry (1 épisode)
- 1965 : For the People (1 épisode)
- 1966 : 12 O'Clock High (3 épisodes)
- 1967 : Le Virginien (1 épisode)
- 1968 : Judd for the Defense (1 épisode)
- 1973 : Roll Out (1 épisode)

## Nominations
- Oscars du cinéma 1972 : Nomination pour l'Oscar du meilleur scénario original (Klute)
- Golden Globes 1972 : Nomination pour le Golden Globe du meilleur scénario (Klute)
- 1972 : Writers Guild of America Award du meilleur scénario original (Klute)